# Hucknall
Hucknall este un oraș în comitatul Nottinghamshire, regiunea East Midlands, Anglia. Orașul se află în districtul Ashfield.
1. ↑  , Wikipedia în esperanto https://www.citypopulation.de/en/uk/eastmidlands/nottinghamshire/E63001889__hucknall Lipsește sau este vid: |title= (ajutor)